# Polycitor glareosus
Polycitor glareosus är en sjöpungsart som först beskrevs av Sluiter 1906.  Polycitor glareosus ingår i släktet Polycitor och familjen Polycitoridae.
Artens utbredningsområde är Södra Ishavet. Inga underarter finns listade i Catalogue of Life.